# CS Valcea 1924
O Clubul Sportiv Vâlcea 1924, comumente conhecido como CS Vâlcea 1924, é um clube multiesportivo da Romênia sediado em Râmnicu Vâlcea. Suas partidas como mandante são disputadas na Sala Sporturilor Traian com capacidade para 2.375 espectadores. Equipe de basquetebol profissional, fundada em 2022, compete na LNBM (Romênia).

## História
O clube foi fundado em 24 de junho de 2022 pelo presidente do conselho do condado de Vâlcea, Constantin Rădulescu, que buscava com essa iniciativa promover a cidade no mais alto nível do desporto. A secção de basquetebol foi iniciada em 2023 e inscrita na temporada 2022-23 da Liga I (segunda divisão) na qual após boa temporada, ficou em 2º lugar no quadrangular final que foi o suficiente para eles serem promovidos para a LNBM.
Em sua primeira participação na elite romena o Vâlcea fez uma participação modesta, na primeira fase venceu sete de dezesseis partidas, que foi insuficiente para disputar os playoffs.
Na temporada seguinte, o Vâlcea foi um dos protagonistas terminando a temporada regular em terceiro lugar (22 vitórias e 8 derrotas), com destaque para a sequencia de 11 vitórias consecutivas. Na disputa dos Playoffs foi freado contra os transilvânios do U-BT Cluj-Napoca sendo derrotado na série por 3-0.

### Histórico de temporadas
| Temporada | Competição Doméstica | Competição Doméstica | Competição Doméstica | Competição Doméstica | Competição Doméstica | Competição Doméstica | Copa Romena      | Copa Romena | Competições Europeias | Competições Europeias |
| Temporada | Nível                | Liga                 | Pos.                 | TR.                  | PL.                  | Pós Temporada        | Copa             | Supercopa   | Liga                  | Resultado             |
| --------- | -------------------- | -------------------- | -------------------- | -------------------- | -------------------- | -------------------- | ---------------- | ----------- | --------------------- | --------------------- |
| 2022-23   | 2                    | Liga I               | 2                    | 20-6                 | 2-1                  | Promovidofinalista   |                  |             |                       |                       |
| 2023-24   | 1                    | LNBM                 | 13                   | 10-8                 | 8-5                  |                      | Primeira fase    |             |                       |                       |
| 2024-25   | 1                    | LNBM                 | 4                    | 22-8                 | 6-5                  | Medalha de bronze    | 16 avos de final |             |                       |                       |

## Títulos

### Liga Națională
- Medalha de Bronze: 2024-25[10]

### Liga I
- Finalista (1): 2022-23[11]